# NGC 5657
NGC 5657 је спирална галаксија у сазвежђу Волар која се налази на NGC листи објеката дубоког неба.
Деклинација објекта је + 29° 10' 50" а ректасцензија 14h 30m 43,6s. Привидна величина (магнитуда) објекта NGC 5657 износи 13,4 а фотографска магнитуда 14,2. Налази се на удаљености од 52,297 милиона парсека од Сунца. NGC 5657 је још познат и под ознакама UGC 9335, MCG 5-34-60, MK 814, CGCG 163-69, IRAS 14285+2924, PGC 51850.